# Celypha capreolana
Celypha capreolana es una especie de polilla del género Celypha, tribu Olethreutini, familia Tortricidae. Fue descrita científicamente por Herrich-Schaffer en 1851.
Se distribuye por Europa: Alemania.